# Mira Kadrić-Scheiber

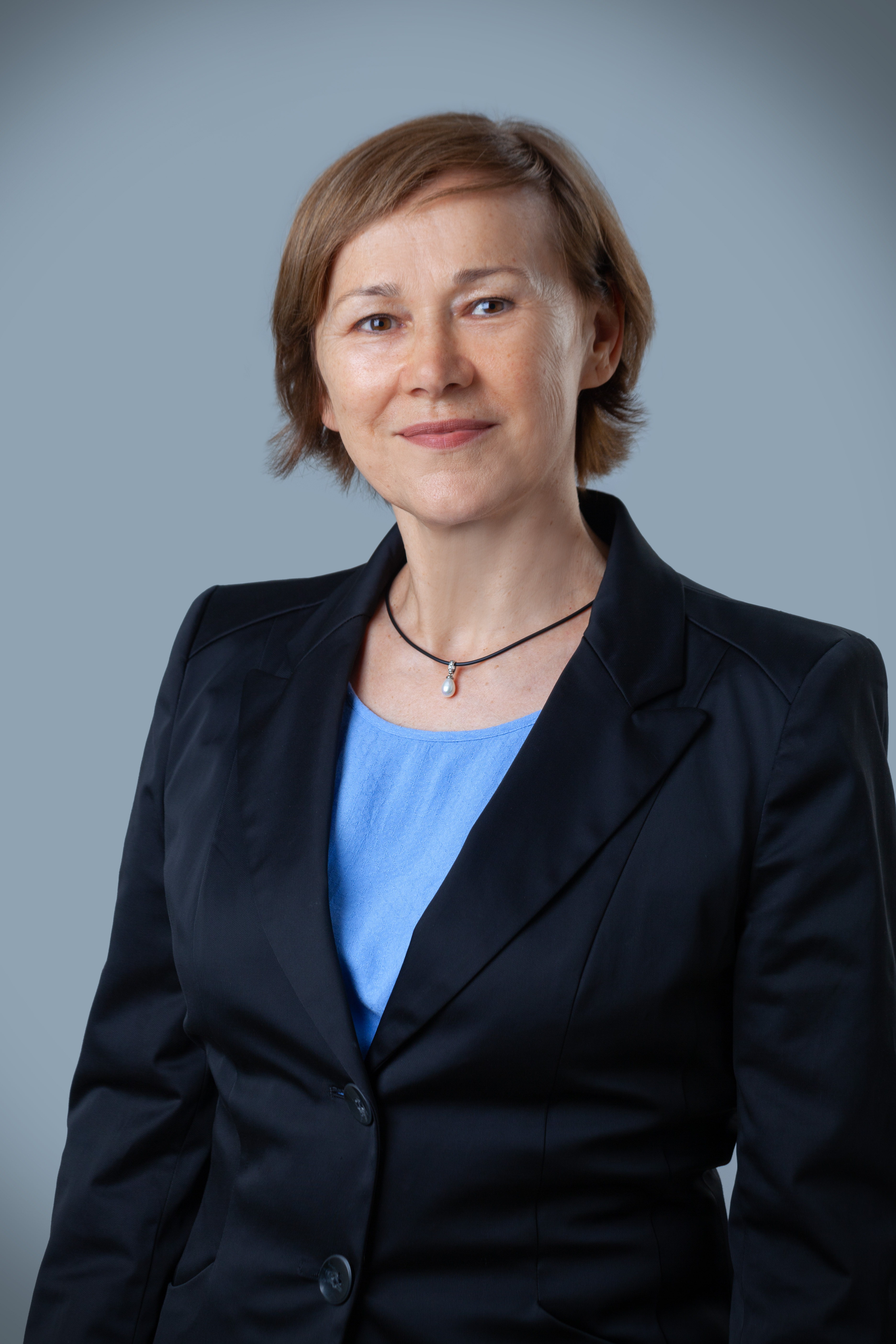
Mira Kadrić-Scheiber (2019)

Mira Kadrić-Scheiber, (* 1961 in Koprivna, Jugoslawien) ist eine österreichische Translationswissenschaftlerin und Hochschullehrerin. Sie lehrt und forscht am Zentrum für Translationswissenschaft der Universität Wien. In einer Vielzahl wissenschaftlicher Publikationen beschäftigt sie sich mit Fragestellungen der Translation im institutionalisierten Kontext, die für die Gesellschaft aktuell Bedeutung haben (v. a. Behörden, Gerichte, Diplomatie und Politik). Die Umsetzung und Nutzbarmachung wissenschaftlicher Erkenntnisse für Praxis und Gesellschaft ist ein zentrales Anliegen – damit setzt sie den von ihr immer wieder betonten Third-Mission-Anspruch der Universitäten um, also die Mitgestaltung gesellschaftlicher Entwicklungen auf Basis wissenschaftlicher Erkenntnisse.

## Werdegang
Nach einem Diplomstudium Übersetzen und Dolmetschen an der Universität Wien legte sie die Gerichtsdolmetscherprüfung ab und absolvierte ein interdisziplinäres Doktoratsstudium an der Geisteswissenschaftlichen Fakultät und der Rechtswissenschaftlichen Fakultät. Sie schloss es im Jahre 2000 mit einer Dissertation zum Dolmetschen im Kontext des Verfahrensrechts ab und promovierte bei Mary Snell-Hornby (Dolmetschwissenschaft) und Ena-Marlis Bajons (Verfahrensrecht) zur Doktorin der Philosophie. Die auf der Dissertation aufbauende Monographie Dolmetschen bei Gericht: Anforderungen, Erwartungen, Kompetenzen erschien in mehreren Auflagen. Die Monographie arbeitet Forschungen zum Gerichtsdolmetschen auf, die im Austausch mit Richtern und Behördenvertretern entwickelt wurden und so neue Perspektiven des Gerichtsdolmetschens erschließen sollen.
2008 folgte die Habilitation und die Verleihung der Venia Legendi für Dolmetschwissenschaft und Translationsdidaktik. Auch in ihrer Habilitationsschrift beschäftigte sich Mira Kadrić-Scheiber mit Translation im interdisziplinären Austausch. Nach Durchführung einer großangelegten Studie zum Bedarf und Anforderungen an Dolmetschleistungen in Wirtschaftsunternehmen, in staatlichen und nichtstaatlichen Institutionen sowie zum Bedarf von Privatpersonen formulierte sie einen Auftrag für die translatorische Ausbildung. Dieser Auftrag orientiert sich an rechtlichen Vorgaben und den Erwartungen und Ansprüchen der Nutzer der Translationsleistung, also sowohl der öffentlichen oder privaten Auftraggeber, als auch aller an der gedolmetschten Kommunikation beteiligten Menschen. Dieser Ansatz einer professionellen Ausbildung soll zugleich die Dolmetschenden vor Vereinnahmungen der Nutzer schützen. Auf diesen Überlegungen aufbauend entwickelte Mira Kadrić-Scheiber einen dialogisch orientierten didaktischen Zugang zum Dolmetschen, der Lehr- und Lerntechniken umfasst, die es den Dolmetschenden ermöglichen, Vereinnahmungen zu umgehen. Das zugrunde liegende Prinzip der All- bzw. Multiparteilichkeit ist von den Arbeiten des Philosophen Martin Buber zum dialogischen Prinzip, Paulo Freires zur pädagogischen Dialogizität und Augusto Boals Theaterpädagogik inspiriert. Dazu absolvierte Mira Kadrić-Scheiber auch einen Lehrgang in Theaterpädagogik und mehrere thematische Workshops u. a. beim Theatertheoretiker und Regisseur Augusto Boal, dem sie die Monographie Dialog als Prinzip. Für eine emanzipatorische Praxis und Didaktik des Dolmetschens widmete.
Die so neu entstandenen Lehr- und Lerntechniken setzt sie seither in Lehre und Ausbildung ein.

## Forschungsschwerpunkte und Aktivitäten
Mira Kadrić-Scheiber legt in ihrer Forschungs- und Lehrtätigkeit sowie in ihren weiteren beruflichen Aktivitäten Wert auf die gesellschaftliche Relevanz von Translation. Die Erfahrung als Dolmetscherin bei Gerichten, Behörden, in Politik und Diplomatie bildet die Grundlage für die wissenschaftliche Aufarbeitung und Erfassung der translatorischen Wirklichkeit im Sinne von Third Mission.
Mira Kadrić-Scheiber ist Gründerin der Manualreihe Basiswissen Translation. Die Manuals verbinden wissenschaftliche Theorien und Methoden mit der translatorischen Praxis und bieten zahlreiche Beispiele, die die Prinzipien und Modelle einer professionellen Auftragsbearbeitung erläutern und die Basis für das nötige (Selbst-)Bewusstsein zukünftiger Translatoren schaffen. Der thematische Bogen reicht von den allgemeinen Grundlagen der transkulturellen Kommunikation über Fachkommunikation, Marketing und Unternehmenskommunikation bis hin zu gesellschaftlichen und translationsethischen Aspekten. Die Reihe hat den Anspruch, das vorhandene Spektrum translatorischer (Studien)Literatur durch preislich erschwingliche Lehrbücher zu ergänzen, die von Experten verfasst sind und sich einer leichten Verständlichkeit, auf Basis der Verständlichkeitsforschung, verpflichtet fühlen.
Den ersten Band Translatorische Methodik, inzwischen in 6. Auflage erschienen, verfasste Mira Kadrić-Scheiber gemeinsam mit Michèle Cooke und Klaus Kaindl 2004 im generischen Femininum. Das sollte darauf hinweisen, dass die deutliche Mehrheit der Studierenden, Lehrenden und der praktizierenden Translatoren weiblich ist.
Mira Kadrić-Scheiber initiierte 2016 den postgradualen Universitätslehrgang Dolmetschen für Gerichte und Behörden am Postgraduate Center der Universität Wien. Die Teilnehmenden des Lehrgangs sind zwei- oder mehrsprachige Personen mit akademischem Abschluss, die sich beruflich umorientieren und als Dolmetscher in einschlägigen Berufsfeldern tätig sind oder es werden möchten. So vereint der Lehrgang Menschen verschiedener Erstsprachen (Albanisch, Arabisch, Dari, Deutsch, Farsi, Türkisch) und Erstberufe (z. B. Ärzten, Journalisten, Juristen, Technikern, Lehrern) und vermittelt im Grundlehrgang bzw. im Masterstudium jene Kenntnisse, Fertigkeiten und Kompetenzen, die sie für die bereits ausgeübte oder eine spätere Erwerbstätigkeit als Dolmetscher in Verwaltungsbehörden, Gesundheits- und sozialen Einrichtungen oder in der Justiz benötigen. Der Universitätslehrgang soll einen Beitrag zur Behebung des Mangels an qualifizierten Dolmetschenden für Bedarfssprachen leisten und nach Österreich geflüchteten Menschen eine Berufsperspektive eröffnen.
Als Leiterin der TransLaw Research Group setzt sich Kadrić-Scheiber dafür ein, dass Menschen, die die Amtssprache des Landes, in dem sie sich aufhalten, nicht ausreichend beherrschen, eine bessere Versorgung mit Dolmetschleistungen im Rechtsbereich erhalten. Gleichzeitig betont sie in ihrer Forschung den Nutzen, den Institutionen und Behörden aus besseren Translationsleistungen ziehen – Verfahren würden effizienter, die Einhaltung des fairen Verfahrens gefördert, behördliche Entscheidungen dadurch anfechtungssicherer. Kadrić-Scheiber weist darauf hin, dass die Qualität behördlicher und gerichtlicher Verfahren wesentlich von der Qualität der Dolmetsch- und Übersetzungsleistungen abhängt. Durch interdisziplinäre Forschung in den Bereichen Dolmetschwissenschaft und Rechtswissenschaft soll ein Beitrag zum Kenntnisstand und der Didaktik in beiden Gebieten geleistet werden. Diese Bemühungen umfassen auch interdisziplinären Unterricht, in dem Studierende der Translations- und Rechtswissenschaft fächerübergreifend die Möglichkeiten und Einschränkungen der vermittelten Kommunikation untersuchen.
Mira Kadrić-Scheibers Wirken erstreckt sich zudem auf Workshops für Staatsanwälte und Richter, Weiterbildungsseminare für Gerichts- und Behördendolmetscher, Workshops für Lehrende im DACH-Raum, Expertentätigkeit für EU-Institutionen und Europarat u. a. Die jüngsten thematischen Publikationen sind Gerichts- und Behördendolmetschen. Prozessrechtliche und translatorische Perspektiven und Legal Interpreting and Social Discourse.
Die Forschung im Bereich des diplomatischen und politischen Dolmetschens gibt Einblicke in die Usancen dieses Kommunikationsbereichs und vermittelt strukturiert das wesentliche Wissen und die Anforderungen des Settings. Die jüngsten Erscheinungen zu diesem Thema stellen die Publikation Dolmetschen in Politik und Diplomatie (2018) und Diplomatic and Political Interpreting Explained (2021) dar. Die Forschungsarbeiten und Publikationen entstanden im Dialog und Austausch mit den Beteiligten, also Diplomaten, Politikern und diplomatischen Dolmetschern, und integrieren systematisch Beispiele aus dem Berufsalltag von Dolmetschern in Weltsprachen, die auf höchster politischer und diplomatischer Ebene tätig sind.

## Funktionen
Seit 2016 ist Mira Kadrić-Scheiber wissenschaftliche Leiterin des Universitätslehrgangs Dolmetschen für Gerichte und Behörden, der Zertifikatskurse Barrierefreie Kommunikation: Schriftdolmetschen und Dolmetschen mit neuen Medien: CAI-Tools, Telefon- und Videodolmetschen am Postgraduate Center der Universität Wien und seit 2020 Leiterin des Zentrums für Translationswissenschaft der Universität Wien. Zudem leitet sie die Forschungsgruppe „TransLaw Research Group“.

## Publikationen (Auswahl)
- Diplomatic and Political Interpreting Explained (Mitautorinnen Sylvi Rennert, Christina Schäffner). Routledge 2021.
- Legal Interpreting and Social Discourse. Oxford University Press 2020.
- Gerichts- und Behördendolmetschen. Prozessrechtliche und translatorische Perspektiven. Facultas 2019.
- Besondere Berufsfelder für Dolmetscher*innen. Facultas 2019.
- Translatorische Methodik (MitautorInnen: Klaus Kaindl, Karin Reithofer). Facultas 62019.
- Dolmetschen in Politik und Diplomatie (Mitautorin: Giulia Zanocco). Facultas 2018.
- Make it Different! Teaching Interpreting with Theatre Techniques. John Benjamins 2017.
- Berufsziel Übersetzen und Dolmetschen (Mitherausgeber: Klaus Kaindl). Narr 2016.
- Giving Interpreters a Voice – Interpreting Studies Meets Theater Studies. Interpreter and Translator Trainer 2014.
- Dolmetschung als Ausdruck staatlicher Fürsorgepflicht – neue Impulse durch die RL 2010/64/EU. Juridikum 2012.
- Dialog als Prinzip. Narr 2011.
- Publikationsliste (vollständig): Mira Kadric http://orcid.org/0000-0001-6152-6661.